# Pascal Kenfack
Pascal Kenfack (né le 1er janvier 1950, à Dschang, Cameroun) est un peintre-sculpteur de renommée internationale. Passionnément engagé pour le renouveau d’un art vivant au Cameroun, il se mobilise pour la création de son musée-école à Yaoundé, déjà atelier d’initiation et de création.

## Contexte

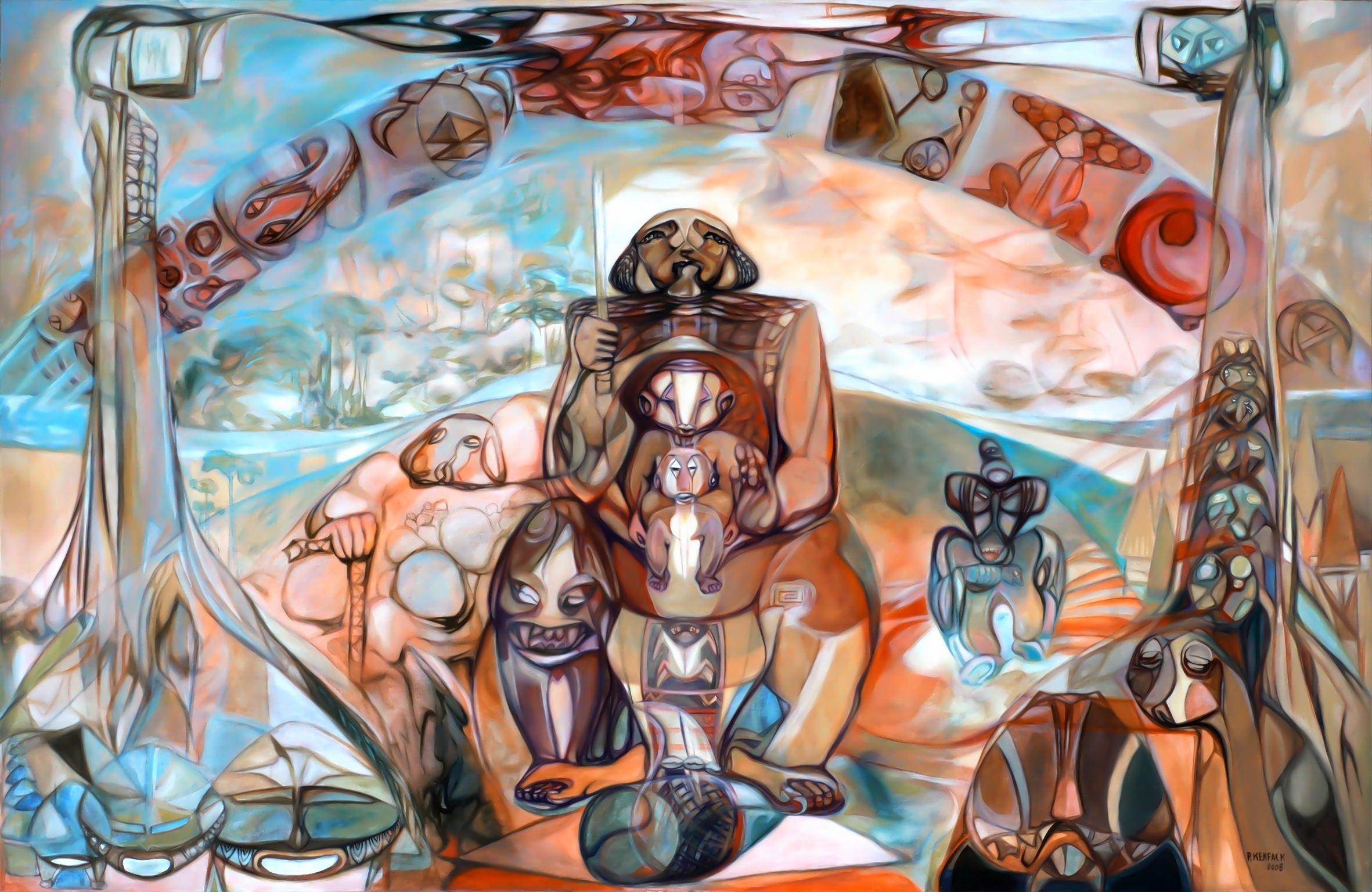
Initiation-Protection

Jusqu’en 1992, il n’existait aucune école d’art au Cameroun et on pouvait d’ailleurs toujours se demander si les pouvoirs publics ne se désintéressaient pas totalement de cette branche. En effet, l’IFA (Institut de Formation Artistique) de Mbalmayo dépend de l’enseignement privé catholique. Son objectif est d’éduquer à l’art, entendu comme force de renouvellement et expression de la culture d’un peuple et d’une nation. C’est sans doute par effet d’entrainement qu’en 1993, l’Université de Yaoundé I a ouvert une section Arts Plastiques et Histoire de l’Art. Puis dès 2009, l’Université de Dschang et l’Université de Douala ont chacune ouvert un institut des Beaux-Arts, respectivement à Foumban et Nkongsamba.
Entre-temps, d’autres projets venant de personnes privées ont émergé, comme le centre d’art contemporain Doual’art à Douala, qui se propose d’inviter des artistes pour exposer des œuvres d’art dans les différents quartiers de la ville, et le projet que le peintre-sculpteur Pascal Kenfack nourrit depuis quelques années de bâtir une véritable cité des arts dans la périphérie de Yaoundé. Un musée-école, comme il l’appelle, qui ne cesse de jaillir du sol comme un champignon. À la fois atelier, lieu de rencontre et de formation ou plutôt de confrontation, la cité imaginaire de Kenfack entend devenir un espace d’art total. C’est dans cet atelier que certains artistes tels que Goddy Leye, Louis Epée et Emile Youmbi, aujourd’hui reconnus mondialement, ont complété leur formation.

## Méthodologie
Pascal Kenfack a élaboré une méthodologie artistique basée sur la sémiotique - l’utilisation et l’interprétation des symboles : «La réflexion théorique bloque l’imaginaire et la libre expression si, en même temps, on ne prend pas le risque de jeter signes, couleurs et coups de crayon sur une feuille qui devient une mémoire pour explorer de plus en plus loin l’horizon imaginaire.» Après avoir choisi un thème, l’artiste utilise des signes ou symboles pour représenter l’imaginaire ramené au plan de la création artistique. Les idées sont représentées sous forme d’images et de couleurs. Ainsi, l’art établit le rapport entre idée et image. Quant au thème, il s’agit d’un arrêt intuitif d’une vague d’émotion, de sentiments ou de préoccupations qui interpellent l’artiste. Par exemple, le mariage, la naissance, la mort ou l’éducation sont des thèmes souvent abordés par Pascal Kenfack. En résumé, cette démarche artistique remet en valeur l’imaginaire matérialisé sous forme d’idées, de signes puis de peinture ou sculpture.

## Expositions majeures
- Container, Copenhague, Danemark, 1996.
- Dak’Art 1992, Biennale de Dakar, Dakar, Sénégal, 1992.
- Impression de Corée, City Hall, Yaoundé, Cameroun, 1989.
- Olympiade des arts, Séoul, Corée du sud, 1988.
- 2e Biennale des arts, La Havane, Cuba, 1986.
- Grand Palais, Paris, France, 1982.